# Kościół ewangelicki w Chmielnie
Kościół ewangelicki w Chmielnie – usytuowany w północnej części cmentarza w miejscowości Chmielno na Dolnym Śląsku. Obecnie zrujnowany.

## Historia obiektu
W roku 1769 luteranie z Chmielna oraz Gaszowa zgłosili chęć odłączenia się od parafii w pobliskim Lwówku Śląskim i utworzenia własnego, odrębnego probostwa, otrzymali jednak decyzję odmowną. Najprawdopodobniej już wówczas istniał tu niewielki cmentarz, bowiem wzmianki o nim pojawiają się w publikacjach z roku 1848. To właśnie na terenie owej nekropolii w II połowie XIX wieku wzniesiono niewielki, jednonawowy kościół. Budowla, przylegająca bezpośrednio do cmentarnego muru założona została na planie prostokąta o proporcjach 2;3, a jej konstrukcja wykonana była z nieregularnych, piaskowcowych ciosów. Pokryta była ona dwuspadowym dachem, pod którym znajdowało się kolebkowe sklepienie. Nad dwuskrzydłowymi drzwiami  od strony zachodniej znajdował się niewielki okulus z witrażem oraz piaskowcowy krzyż wieńczący kalenicę dachu. Dziewiętnastowieczne opracowania wspominają, że obok świątyni do roku 1866 dokonywano również pochówków mieszkańców pobliskiego Gaszowa. Świątynia służyła miejscowej społeczności prawdopodobnie do roku 1945, kiedy to ludność niemiecka wyznająca luteranizm została przymusowo wysiedlona na zachód. W latach pięćdziesiątych kościół wraz z cmentarzem przeszedł na własność parafii katolickiej w Zbylutowie, jednak nie był użytkowany. Jeszcze w latach osiemdziesiątych zachowana była konstrukcja dachu oraz ściany zewnętrzne. Najprawdopodobniej w latach 90. został rozebrany. Do czasów obecnych zachowały się jedynie fundamenty oraz fragmenty ścian, z dobrze widocznym kamieniem węgielnym zawierającym cytat z Pisma Świętego.